# Западный Чампаран
Западный Чампаран (хинди मग़रिबी चंपारण ज़िला; урду مغرِبی چمپارن ضلع‎; англ. West Champaran) — округ на северо-западе индийского штата Бихар. Административный центр — город Беттиах. Площадь округа — 5229 км². По данным всеиндийской переписи 2001 года население округа составляло 3 043 466 человек. Уровень грамотности взрослого населения составлял 38,93 %, что значительно ниже среднеиндийского уровня (59,5 %). По верованиям индуистов, в этом месте Вальмики написал «Рамаяну».